# هنري فرانسوا بيرتون
هنري فرانسوا بيرتون (بالفرنسية: Henri Montan Berton fils)‏ هو ملحن فرنسي، ولد في 3 مايو 1784 في باريس في فرنسا، وتوفي بنفس المكان في 19 يوليو 1832.

## وصلات خارجية
- هنري فرانسوا بيرتون على موقع ميوزك برينز (الإنجليزية)